# مریض (فیلم ۲۰۲۲)
مریض (به انگلیسی: Sick) یک فیلم اسلشر آمریکایی محصول سال ۲۰۲۲ به کارگردانی جان هایمز و نویسندگی کوین ویلیامسون و کاتلین کراب است. گیدئون ادلون، بت میلیون و دیلان اسپریبری در این فیلم بازی می‌کنند.

## داستان
پارکر و دوست صمیمی‌اش در دوران بیماری همه‌گیر، در ویلای کنار دریاچه شان خود را قرنطینه کرده‌اند و حضور مهمان ناخوانده‌ای آن‌ها را تهدید می‌کند.

## تولید
در ماه مه ۲۰۲۱، اعلام شد که میرامکس فیلم را با کوین ویلیامسون و کاتلین کراب که به نویسندگی پیوستند، به همراه جان هیامز برای کارگردانی، و گیدئون آدلون به عنوان بازیگر، انتخاب کرد. فیلمبرداریی اصلی در تابستان ۲۰۲۱ در شهرستان وبر، یوتا و اطراف آن انجام شد.

## انتشار
Sick در جشنواره بین‌المللی فیلم تورنتو در ۱۱ سپتامبر ۲۰۲۲ به نمایش درآمد. اولین تریلر در ۶ ژانویه ۲۰۲۳ منتشر شد و نشان داد که فیلم هفته بعد در ۱۳ ژانویه ۲۰۲۳ منتشر شد.

## بازخوردها
در وب‌سایت جمع‌آوری نقد راتن تومیتوز از ۵۸ نقد منتقد، با میانگین امتیاز ۷/۱۰ مثبت هستند. اجماع وب‌سایت چنین می‌گوید: «هوشمند، خودآگاه، و بسیار به موقع، این فیلم که توسط کوین ویلیامسون نوشته شده‌است به بهترین نحو است.» در متاکریتیک، که از میانگین وزنی استفاده می‌کند، بر اساس ۱۴ منتقد، امتیاز ۶۲ از ۱۰۰ را به این فیلم اختصاص داد که نشان دهنده «بررسی‌های عموماً مطلوب» است.